# الاتحاد الوطني الإسباني
الاتحاد الوطني (بالإسبانية: Unión Patriótica)‏ (UP) هو حزب سياسي إسباني أنشأه الديكتاتور ميغيل بريمو دي ريفيرا في فترة حكمه بوصفه رابطة للمواطنين الإسبان وجمعية «لجميع الرجال ذوي النوايا الحسنة»، من شأنه أن يدمج المجتمع بأكمله فيه ويحل محل الأحزاب التقليدية التي اعتبرها بريمو دي ريفيرا فاسدة ليدعم نظامه الجديد.
والاتحاد الوطني هو حزب شخصي ارتبط بديمومة النظام الديكتاتوري وشخصية زعيمه. ويمكن وصفه بأنه حزب سياسي مؤقت وانتهازي واختفي بمجرد فقدان الدعم الحكومي. وكذلك افتقر الحزب للدعم الاجتماعي الضروري الذي سمح له بالوجود بمجرد اختفاء النظام الديكتاتوري.

## البداية
بعد بضعة أشهر من تأسيس ديكتاتورية بريمو دي ريفيرا في سبتمبر 1923 رأى الدكتاتور أنه لم يكن كافيا لتجديد البلاد لإنهاء الأوليغارشية وتفكيك الزعامات المحلية. فبدأ بصياغة فكرة مذكرا بأن الدولة بحاجة إلى سياسة جديدة تستند على أشخاص ذوي أفكار ونوايا سليمة ليشكلوا حزبا غير سياسي يمارس العمل السياسي الإداري. إلا أن القوى السياسية لم تحدد الأهداف ولا السياسات المراد تطبيقها، ولكنه تولى مسؤولية إدارة الدولة ووضع الشعار التجديدي:«سياسة أقل إدارة أكثر» موضع التنفيذ.
بداية انطلاق بناء التنظيم السياسي الجديد، فكر بريمو دي ريفيرا أول مرة في اختيار تنظيم لاترازا وهي مجموعة صغيرة ظهرت في برشلونة تقلد الفاشية، ولكن بعد رحلته إلى إيطاليا في نوفمبر 1923 اختار المنظمات التي يدعمها اليمين الكاثوليكي والتي انجبت الاتحاد الوطني القشتالي (UPC)، وهي قوة سياسية حاولت أن تسير على خطى حزب الشعب الكاثوليكي الإيطالي. وهكذا استفاد الدكتاتور من تنظيم سياسي جاء من تشكيل كاثوليكي غير مناهض لليبرالية وغير معادي للديمقراطية ولايتبع للكارلية، وبتحديد أكثر المرتبط بالجمعية الكاثوليكية الوطنية للدعاة برئاسة أنخيل هيريرا أوريا، وكانت تلك المنظمة التي روجت للنقابات الوطنية الأولى لكي تشكل حزب كبير من اليمين الكاثوليكي.

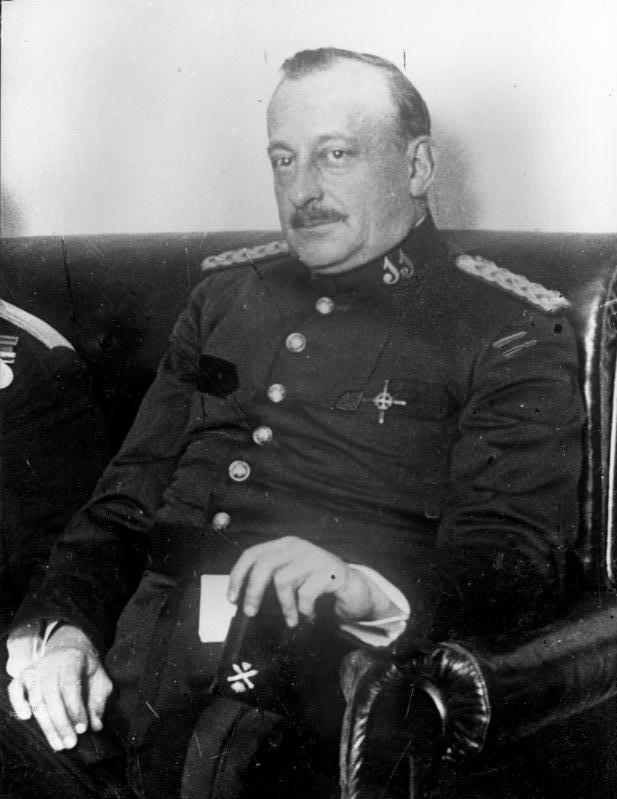
الجنرال ميغيل بريمو دي ريفيرا الذي تولى السلطة في إسبانيا بعد الانقلاب في 1923. وقد أحاط بشخصيته النشاط السياسي للاتحاد الوطني.

أطلقت الدائرة الزراعية الكاثوليكية في بلد الوليد البيان التأسيسي للاتحاد الوطني القشتالي (UPC) في 13 نوفمبر 1923 وفي الشهر التالي انضمت إليها «النقابات الوطنية» في آبلة وبرغش وبالنثيا وأيضا إشبيلية وهي خارج منطقة الحكم الذاتي لقشتالة وليون. ثم تلاها باقي المدن بعد ذلك خلال سنة 1924. وأيديولوجيتها الاساسية هي الكاثوليكية والسياسة التقليدية والمؤسساتية، ومدافعة عن الممتلكات والقيم الزراعية.
من الواضح أنه في بداية أبريل 1924 اتخذ بريمو دي ريفيرا قرار السيطرة على الاتحاد الوطني القشتالي (UPC) ليؤسس منه الحزب الوحيد في نظامه الجديد. في 5 أبريل 1924 كتب بريمو دي ريفيرا تعميما لممثلي الحكومة لحثهم على جمع وتنظيم جميع الرجال ذوي النوايا الحسنة لتجهيزهم عند اكتمال المجلس مهمته. وبعدها بعشرة أيام رسم الدكتاتور الخطوط الأساسية للمشروع: بناء حزب سياسي ولكن بخلفية غير سياسية بالمعنى العادي للكلمة، حيث يوحد وينظم كل الاسبان ذوو النوايا الحسنة والأفكار الصحية تحت مبادئ الدين والوطن والملك. وهي مبادئ قريبة جدا من الثلاثية الكارلية (الله الوطن والملك). وبالتالي فإن التنظيم الجديد ليست له أيديولوجية، مما جعله غير متوافق مع دستور 1876 المعمول به حتى ذلك الحين، وأن دوره تمثل في إثارة روح المواطنة كي تصل الاتحادات إلى الأغلبية البرلمانية التي يمكن أن تعتمد على الملك وهي الخطوة الأولى للطبيعة الدستورية.
وفي 25 أبريل أرسل بريمو دي ريفيرا تعميما إلى الحكام المدنيين وممثلي الحكومة أنه بصدد إنشاء حزب سياسي جديد واسمه الاتحاد الوطني. وطلب منهم دعوة المواطنين للمساهمة في تنظيم هذا الحزب وانشاء مجالس المحلية والإقليمية. ثم أعطى الدكتاتور في 29 أبريل تعليماته إلى الحكام المدنيين لتنظيم تنظيمات مواطنة جديدة عن طريق تشكيل لجان أبتيستا (بالإسبانية: upetistas)‏ وكثير منها كانت مخصصة لتشكيل بلديات جديدة وفقا للنظام البلدي الجديد في 1924. وبالتالي فإن UPC في جمعيته المنعقدة يوم 14 مايو في ميدينا ديل كامبو قررت التخلي عن اسم قشتالة وأعيدت تسميتها إلى الاتحاد الوطني.
نفذت خلال صيف 1924 حملة توظيف واسعة من الرجال المحايدين والأمناء بقيادة الحكام المدنيين. ثم تلقوا الأوامر في نهاية أغسطس بتشكيل جميع اللجان المحلية في غضون فترة أقصاها ثلاثة أشهر. ومع ذلك فقبل تأسيس الإدارة المدنية في ديسمبر 1925 لم يتم إنشاء أي هيكل كامل على مستوى المقاطعة. لذلك كان التنسيق على المستوى الوطني مهمة حصرية للحكام المدنيين الذين هم مسؤولين أمام وزارة الداخلية. وهكذا كان الاتحاد الوطني عبارة عن حزب «نظمته السلطة» كما ذكر وزير الدكتاتورية خوسيه كالفو سوتيلو.
وفي 15 أكتوبر 1925 أعلن بريمو دي ريفيرا أن المرحلة التأسيسية للاتحاد الوطني قد انتهت. وبعد عدة أسابيع ادرجت بعض الأسماء لأعضاء الاتحاد الوطني UP في الإدارة المدنية. وفي يوليو 1926 عُقدت الجمعية الاهلية للاتحادات الوطنية في مدريد حيث تمت الموافقة على النظام الأساسي للحزب وانتخاب أعضاء أجهزتها، تم الموافقة على تعيين بريمو دي ريفيرا رئيسا للإتحاد وطني وتعيين مجلس إدارة وطني. فالاتحاد لم يتجهز منذ تأسيسه سنة 1924 بأي هيكلة تمكنه من تجاوز نطاق المقاطعات.
وبعدها بأقل من سنة، أي في فبراير 1927 أمر بريمو دي ريفيرا الحكام المدنيين وثلثهم أعضاء في الاتحاد لتعيين أعضاء اللجان upetistas في مكاتب بمباني بلدية المدن والمجالس الإقليمية. وكان خوسيه كالفو سوتيلو أحد ابرز أعضاء الإدارة المدنية ينظر بعدم الثقة للاتحاد، حيث حذر بريمو دي ريفيرا من أن الأحزاب السياسية التي تنظمها السلطة قد تولد عقيمة بسبب نقص في عنصر الإحياء. وقد أعاد إدواردو أونوس إلى الأذهان تلك «النبرة الرمادية في أفضل أجزاءها، والغموض في باقي الأجزاء التي كان مهلكة للحزب الوحيد وهو الاتحاد الوطني»، لأنها ضمت أعضاء كثر من الأحزاب الحاكمة السابقة التي أخرجت من السلطة، فانضموا إلى المعسكر المنتصر، فالشيء الوحيد الذي كان يهمهم هو أن يكونوا دائما في القمة. فبريمو دي ريفيرا نفسه قد حذر عندما أمر باختيار الأعضاء بأن لا يصبح الاتحاد الوطني UP وكالة للمزايا والمكارم، ولكن ذلك لم يكن له تأثير يذكر خاصة في أندلسيا، فأعضاء الأحزاب الدستورية القديمة وبالذات المحافظين ومعهم شبكات الزعامات المحلية قد انضموا إلى تكتل أعضاء اللجان upetistas. وهيمنوا على مقرات المقاطعة والمحلية والمجالس الاستشارية.
ووفقا لإدواردو غونزاليس كاليخا:"عقد المجلس الاستشاري الوطني جلسته في سبتمبر 1927 لإعداد مشروع دستور 1929 المفترض ان ينهي الدكتاتورية بانشاء نظام برلماني، ولكنها علقت مؤقتا لأربع سنوات. ومنذ ذلك الحين، رفض الاتحاد الوطني الامتثال لدستور 1876 واختار تطبيق نظام التجمعات النقابوية مما يبرز ومناهضتها للبرلمان والسياسة، وأيضا مناهضتها للنزعة الإقليمية والمركزية.
منذ ذلك الحين أصبح الاتحاد أداة دعاية للنظام ومستعد للامتثال لأوامر رئيسها الوطني مثل المظاهرة الضخمة التي جرت في مدريد في 13 سبتمبر 1928 لاثبات دعمها. وفي فبراير 1929 حولها بريمو دي ريفيرا إلى منظمة شبه عسكرية في الدفاع عن النظام بالتعاون مع السوماتين حيث شكلا معا الرابطة الوطنية. وعندما تعرض مشروع الدستور الذي تم تقديمه في يوليو 1929 للرفض نظم الاتحاد حملة في جميع أنحاء إسبانيا في دفاعه - وشمل التهجم على دستور 1876 - كان أبرز ذلك هي المسيرة العظيمة التي أقيمت في السينما الكبرى في مدريد في منتصف سبتمبر من تلك السنة. ولكن بعد سقوط ديكتاتورية بريمو دي ريفيرا تحلل الاتحاد الوطني بسرعة. وفي 7 مارس 1930 أعطى المجلس الوطني الإذن لأعضائه لينضموا إلى الأحزاب الأخرى، طالما كانت أفكارها لا تتعارض مع أفكاره. بعد شهر واحد عقد المجلس الاستشاري الوطني في مدريد حيث طالب معظم المندوبين بحل الحزب، واندمج العديد منهم في الاتحاد الملكي الوطني الجديد الذي شكله الأعضاء السابقين في الإدارة المدنية حيث ورث هيكلة الاتحاد الوطني.

## الأيديولوجية
وصف بريمو دي ريفيرا الاتحاد الوطني بأنه حزب ديمقراطي مركزي ملكي معتدل وهادئ. وقد ميز أحد منظري الحزب وهو الكاتب جوز ماريا بيمان الحزب عن الفاشية، وأكد أن دفاع الدولة عن الاتحاد الوطني لأنه مسيحي اجتماعي تقليدي، وتبرأ من الاقتراع العام اعتبره خطأ كبيرا. وضم الحزب أناساً من اليمين الكاثوليكي التقليدي (المناهض لليبرالية والديمقراطية)، ومن اتباع أنطونيو مور (الموريون) ومن القطاعات المحافظة الأخرى، ومعهم انتهازيون بسيطون ولكنهم غير سياسيين ومن جميع الطبقات والأنواع.
بعد إنشاء الإدارة المدنية في ديسمبر 1925 أصبح واضحا بدء تمزق الاتحاد الوطني أمام مبادئ الليبرالية وترابطه، ووفقا لإدواردو غونزاليس كاليخا:«مع ظهور اليمين المتطرف الأوروبي بأنه أكثر التيارات أهمية» واللجوء إلى مواضيع السياسة التقليدية الإسبانية المحافظة أكثر تكلفة: وتعريفه للأمة بنظام ملكي وكاثوليكي وعضوي،

## العضوية
لا توجد معلومات موثوقة حول عدد الأعضاء. فقد زعمت مصادر حزب الاتحاد الوطني في سنة 1927 أن عدد منتسبيها بلغ 1,319,428 شخصًا مسجلين على القوائم؛; ثم أفادت نفس المصادر في سنة 1928 أن الرقم بلغ 1,696,304. بينما ذكر معظم المؤرخين أن تلك الأرقام ربما تكون لامعنى لها، ولاحظوا أنها قد تعكس البراعة البيروقراطية وليس حجم التوظيف الحقيقي. ومع ذلك فإن بعض الباحثين اعتمد على تلك الأرقام الرسمية. ففي مقاطعة المرية قدر عدد أعضاء UP بـ 30,000 وقدر الأعضاء في مدن متوسطة الحجم ببلنسية مثل غانديا أو تورينت أو أوتييل مابين 500-1000 عضو.
تشير الأرقام أن نطاق 1,3 - 1,7 مليون عضو تعني أن نسبة العضوية حوالي 6-8٪ (مقارنة مع عدد السكان)، والأرقام في نطاق 0,4-0,5 مليون ستعطي حوالي 2٪. وبالمقارنة مع أحزاب الدولة الأخرى، كان في منتصف الثلاثينات حوالي 10٪ من سكان إيطاليا مسجلين على قوائم الحزب الفاشي (PNF)؛ وفي سنة 1937 كان حوالي 8٪ من الألمان أعضاء في الحزب النازي (NSDAP). وسجلت الأحزاب الشيوعية في أواخر القرن العشرين نسبة عضوية بين 4 ٪ في الاتحاد السوفياتي إلى 8٪ - 10٪ في بولندا وتشيكوسلوفاكيا. ويفاخر حزب الدولة للدكتاتور فرانكو بحوالي 0.9 مليون عضو في 1942، أي حوالي 3٪ من سكان إسبانيا.